# كليمنتينا دي جيسوس
كليمنتينا دي جيسوس (بالبرتغالية: Clementina de Jesus‏) هي مغنية برازيلية، ولدت في 7 فبراير 1901 في Valença, Rio de Janeiro ‏ في البرازيل، وتوفيت في 19 يوليو 1987 في ريو دي جانيرو في البرازيل بسبب سكتة.

## وصلات خارجية
- كليمنتينا دي جيسوس على موقع IMDb (الإنجليزية)
- كليمنتينا دي جيسوس على موقع ميوزك برينز (الإنجليزية)
- كليمنتينا دي جيسوس على موقع ديسكوغز (الإنجليزية)
- كليمنتينا دي جيسوس على موقع قاعدة بيانات الفيلم (الإنجليزية)